# Манжелий, Вадим Григорьевич
Вадим Григорьевич Манжелий (3 мая 1933, Харьков — 20 августа 2013) — советский и украинский физик, доктор физико-математических наук (1970), профессор (1972), академик Национальной академии наук Украины (1990), заслуженный деятель науки и техники Украины (1998), почётный профессор Института низких температур и структурных исследований Польской академии наук (2004).

## Биография
Родился в 1933 году в Харькове, в семье инженера-автодорожника Григория Матвеевича Манжелия и учительницы Полины Яковлевны Горовиц (впоследствии заслуженного учителя школы УССР). Во время войны жил при эвакогоспитале, куда мать была направлена медсестрой. Отец погиб на фронте в 1942 году.
В 1945 году переехал с матерью в Валки, где мать работала завучем и учителем химии и биологии в средней школе, которую В. Г. Манжелий окончил в 1950 году с золотой медалью. Высшее образование получил на физико-математическом факультете Харьковского государственного университета, который окончил в 1955 году по специальности «физика твердого тела».
В течение 1955—1960 годы работал преподавателем кафедры экспериментальной физики этого же учебного заведения и одновременно занимался научной работой. С 1960 года связал свою творческую деятельность с Физико-техническим институтом низких температур НАН Украины. Впоследствии он возглавил там отдел тепловых свойств молекулярных кристаллов.
Вадим Манжелий — лауреат Государственной премии УССР в области науки и техники (1977), Государственной премии СССР (1978), премии им. Б. И. Веркина Национальной академии наук Украины (2000). Награждён орденами «Знак почета» (1983) и «За заслуги» III степени (2003).
Жена — кандидат химических наук Людмила Семёновна Манжелий (урождённая Шлеймер, 1932—1994).

## Научная работа
Вадим Манжелий имел широкий круг научных интересов. Он получил важные в научном и прикладном плане результаты в различных направлениях физики низких температур: тепловые свойства криокристаллов, квантовые кристаллы, ориентационные стекола и фуллерит; кинетические явления в разреженных газах; консервация и поведение биологических объектов в условиях глубокого охлаждения.
Вадим Манжелий вместе с коллегами изучил влияние ориентационных нулевых осцилляций, вращательного движения и ориентационной разупорядочения молекул на тепловые свойства отверждаемых газов (криокристаллов).
Он обнаружил и исследовал стекловидную поведение растворов криокристаллов и многочисленные новые примесные эффекты в тепловых свойствах кристаллов при низких температурах; изучил кинетические и равновесные свойства квантовых молекулярных кристаллов; обнаружил квантовую диффузию в твердом дейтерии; установил отрицательное тепловое расширение фуллерита С60 при гелиевых температур, нашел сплин-ядерную конверсию CD4, а также полиаморфизм ориентационных стекол.
Одним из важнейших достижений Вадима Манжелия является основание научной школы физики криокристаллов, к которой причисляют себя 7 докторов и несколько десятков кандидатов наук. Результатом развития школы стало создание многих самостоятельных лабораторий не только в Физико-техническом институте низких температур (ФТИНТ) НАН Украины, но и в учреждениях физического профиля других стран.
Вадим Григорьевич Манжелий является автором и соавтором более 200 оригинальных работ и семи монографий, многие из которых изданы за рубежом:
- «Свойства твердого и жидкого водорода» (Москва, 1969);
- «Криокристаллы» (Киев, 1983),
- «Свойства конденсированных фаз водорода и кислорода в течение» (Киев, 1984),
- «Handbook of Properties of Condensed Phases of Hydrogen and Oxygen» (Hemisphere Publ. Corp., 1991);
- «The Physics of Cryocrystals» (AIP Press, New York, 1996);
- «Binary Solutions of Cryocrystals» (Begell House Inc., 1997);
- «Structure and Thermodynamic Properties of Cryocrystals (Handbook)» (Begell House Inc., 1999).

Научные труды В. Г. Манжелия широко цитируются в мировой литературе, а полученные им результаты вошли во многие отечественные и зарубежные монографии и справочники. Его исследования криокристаллов отмечены Государственной премией УССР в области науки и техники (1977), а цикл работ по долгосрочной низкотемпературной консервации крови — Государственной премией СССР в области науки и техники (1978).
Вадим Григорьевич также лауреат академической премии им. Б. И. Веркина, заслуженный деятель науки и техники Украины.
Еще одна важная сфера деятельности ученого — журнал «Физика низких температур». Как заместитель главного редактора от дня его основания Вадим Григорьевич много делал для повышения научного уровня издания. Высокий международный рейтинг журнала является в значительной степени его заслугой.
Вадим Григорьевич Манжелий вел большую научно-организационную работу. Он был член академических научных советов, редколлегии международного журнала «Journal of Low Temperature Physics», совета Государственного фонда фундаментальных исследований, входил в состав секции физики Комитета по Государственным премиям Украины в области науки и техники.